# San Miguel Ixtapan
San Miguel Ixtapan es una localidad mexicana del municipio de Tejupilco, en el suroeste del Estado de México. Cuenta con una de las principales zonas arqueológicas de la región de Tierra Caliente.
En el poblado de San Miguel Ixtapan, se ha desarrollado desde tiempos prehispánicos, la producción de sal para la venta y consumo humano, ha sido parte de su economía ancestral.

## Toponimia
El nombre deriva del náhuatl “Iztapan”, compuesto de Iztatl, sal, "y" Pan, "en"; y significa “sobre la sal” o “lugar la sal”.

## Historia
La localidad de Ixtapan surgió por la explotación de la sal, tuvo sus etapas de ocupación desde el preclásico, por el año 200 antes de Cristo.
Algunos objetos encontrado en el poblado de San Miguel Ixtapan, culturalmente son de origen matlatzinca y datan de los años 900-1100 después de Cristo. Los mexicas o nahuas ocuparon la región, a través de ellos la población recibe el nombre de Ixtapan.